# 14 de março
14 de março é o 73.º dia do ano no calendário gregoriano (74.º em anos bissextos). Faltam 292 dias para acabar o ano.

## Eventos históricos

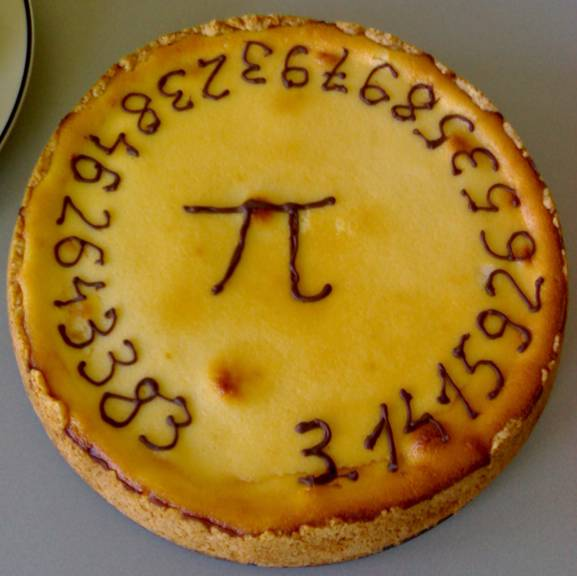
1592: O verdadeiro “Segundo do Pi”

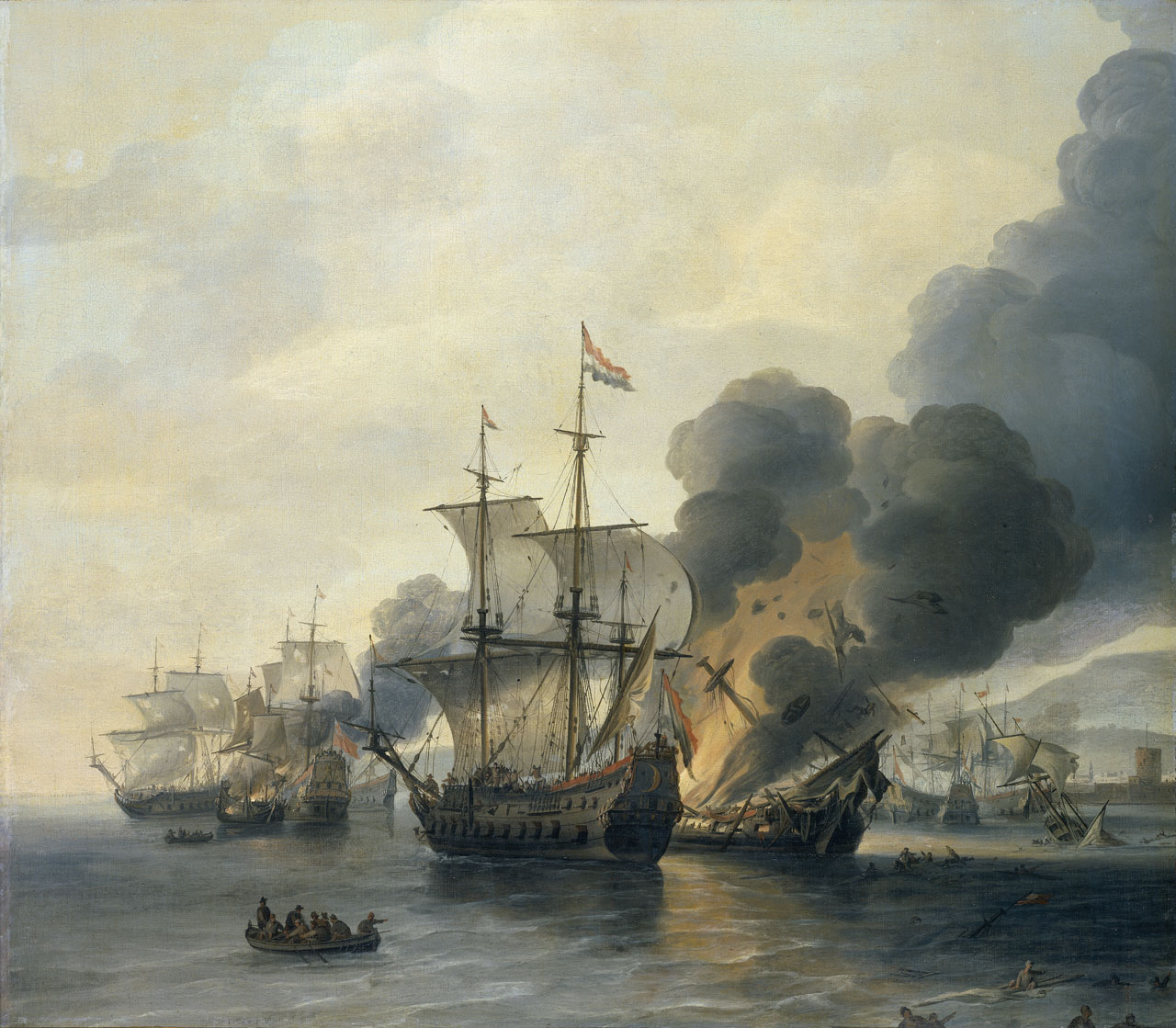
1653: Batalha de Livorno

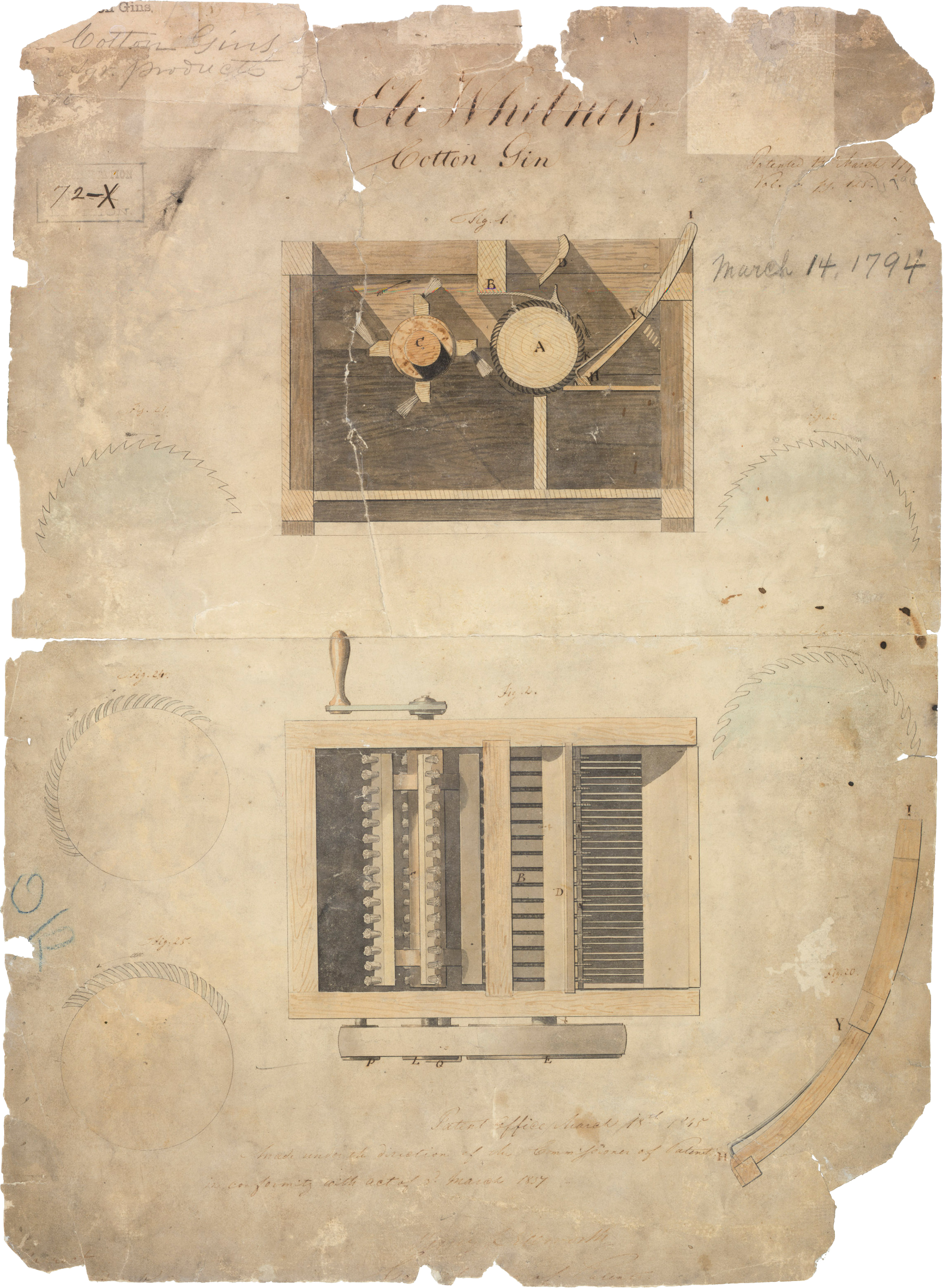
1794: A patente do "descaroçador de algodão"

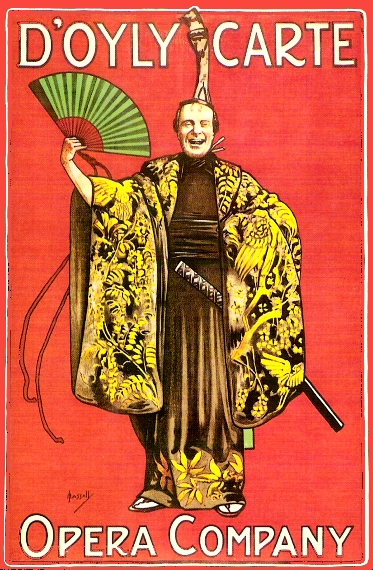
1885: Estreia da ópera cômica The Mikado em Londres

- 1309 — Nácer ascende ao trono do Reino Nacérida de Granada após a deposição do seu meio-irmão Maomé III de Granada.
- 1492 — A rainha Isabel I de Castela ordena a seus súditos judeus e muçulmanos que se convertam ao Cristianismo ou serão expulsos do país.
- 1519 — Ocorre a Batalha de Centla durante a conquista do México pelos espanhóis.[1]
- 1558 — Fernando I assume o título de Sacro Imperador Romano-Germânico, sem ser coroado pelo Papa.
- 1592 — O verdadeiro “Segundo do Pi”: a maior correspondência entre as datas do calendário e os dígitos de π (pi) desde a introdução do calendário juliano.
- 1647 — Guerra dos Trinta Anos: Dois estados integrantes do Sacro Império Romano-Germânico: o Reino da Baviera e a Cidade Imperial Livre de Colônia, e os reinos da França e Suécia assinam a Trégua de Ulm.
- 1653 — Primeira Guerra Anglo-Holandesa: vitória de uma frota neerlandesa sobre uma esquadra inglesa na Batalha de Livorno, próximo de Livorno, Itália.
- 1663 – Segundo seu próprio relato, Otto von Guericke conclui seu livro Experimenta Nova (ut vocantur) Magdeburgica de Vacuo Spatio, detalhando seus experimentos no vácuo e sua descoberta da repulsão eletrostática.
- 1780 — Guerra Revolucionária Americana: as forças espanholas capturam o Forte Charlotte em Mobile, Alabama, o último posto de fronteira britânico capaz de ameaçar Nova Orleans.[2]
- 1794 — Eli Whitney recebe a patente do descascador de algodão, uma invenção que revolucionou a indústria de algodão estado-unidense.
- 1885 — The Mikado, uma ópera cômica por W. S. Gilbert e Arthur Sullivan, recebe a sua primeira apresentação pública em Londres.
- 1900 — A Lei do Padrão Ouro é ratificada, colocando a moeda dos Estados Unidos no padrão ouro.[3]
- 1903 — O Tratado Hay-Herran, que garante aos Estados Unidos o direito de construírem o Canal do Panamá, é ratificado pelo Senado dos Estados Unidos. O Senado colombiano, mais tarde, rejeitaria o acordo.
- 1903 — Ambientalismo: O Refúgio Nacional da Vida Selvagem da Ilha Pelican, Flórida, o primeiro refúgio nacional da vida selvagem nos Estados Unidos, é estabelecido pelo presidente Theodore Roosevelt.[4]
- 1915 — Primeira Guerra Mundial: encurralado na costa do Chile pela Marinha Real Britânica depois de fugir da Batalha das Ilhas Malvinas, o cruzador rápido alemão SMS Dresden é abandonado e afundado por sua tripulação.
- 1931 — Estreia de Alam Ara, o primeiro filme com som da Índia.
- 1936 — A primeira versão totalmente falada do filme Show Boat é apresentada no Radio City Music Hall. (Houve uma versão parcialmente falada em 1929.)
- 1937 — O Papa Pio XI condena o nazismo, na Encíclica Mit brennender Sorge.
- 1939 — A Eslováquia declara independência sob pressão alemã.
- 1943 — Segunda Guerra Mundial: o Gueto de Cracóvia é "liquidado".
- 1945 — Segunda Guerra Mundial: a Força Aérea Real utiliza operacionalmente pela primeira vez a bomba de Grand Slam, em Bielefeld, na Alemanha.
- 1951 — Guerra da Coreia: pela segunda vez, as tropas das Nações Unidas retomam Seul.
- 1964 — Um júri em Dallas, Texas considera Jack Ruby culpado por assassinar Lee Harvey Oswald, suspeito do assassinato de John F. Kennedy.
- 1972 — O editor e ativista político italiano Giangiacomo Feltrinelli é morto por uma explosão perto de Segrate.
- 1974 — O governo português demite os generais António de Spínola e Francisco da Costa Gomes dos cargos de Vice-Chefe e Chefe de Estado-Maior General das Forças Armadas, respectivamente, por terem escrito, um livro, "Portugal e o Futuro", no qual membros da alta patente advogavam a necessidade de uma solução política para as revoltas separatistas nas províncias ultramarinas.
- 1978 — As Forças de Defesa de Israel, invadem e ocupam o sul do Líbano, na Operação Litani.
- 1979 — Na China, um Hawker-Siddeley Trident bate em uma fábrica perto de Pequim, matando 44 pessoas e ferindo pelo menos 200.
- 1980 — Na Polônia, o voo LOT Polish Airlines 007 cai durante a aproximação final perto de Varsóvia, matando 87 pessoas, incluindo uma equipe de boxe americana de 14 homens.
- 1985 — O presidente eleito do Brasil, Tancredo Neves é internado, na véspera de sua posse, em um hospital de Brasília, onde realiza uma operação abdominal. Em seu lugar, assume a presidência o vice José Sarney. Tancredo morreria no dia 21 de abril desse mesmo ano.
- 1994 — Lançamento da versão 1.0.0 do núcleo Linux.
- 1995 — Exploração espacial: Norman Thagard torna-se o primeiro astronauta estadunidense a viajar para o espaço a bordo de um veículo de lançamento russo.
- 2006 — Membros do exército chadiano fracassam em uma tentativa de golpe de Estado.
- 2008 — Uma série de distúrbios, protestos e manifestações ocorrem em Lassa e em outros locais do Tibete.
- 2017 — Uma cerimônia de batismo para o elemento químico nihônio ocorre em Tóquio, com a presença do então Príncipe Herdeiro Naruhito (atual Imperador do Japão).
- 2018
  - Como resposta ao envenenamento de Sergei e Yulia Skripal com agente nervoso, o Reino Unido expulsa 23 diplomatas russos.
  - A vereadora Marielle Franco e seu motorista Anderson Gomes são assassinados no centro do Rio de Janeiro.
- 2019 — O ciclone Idai atinge a costa perto da Beira, em Moçambique, causando inundações devastadoras e mais de 1 000 mortes.

## Nascimentos

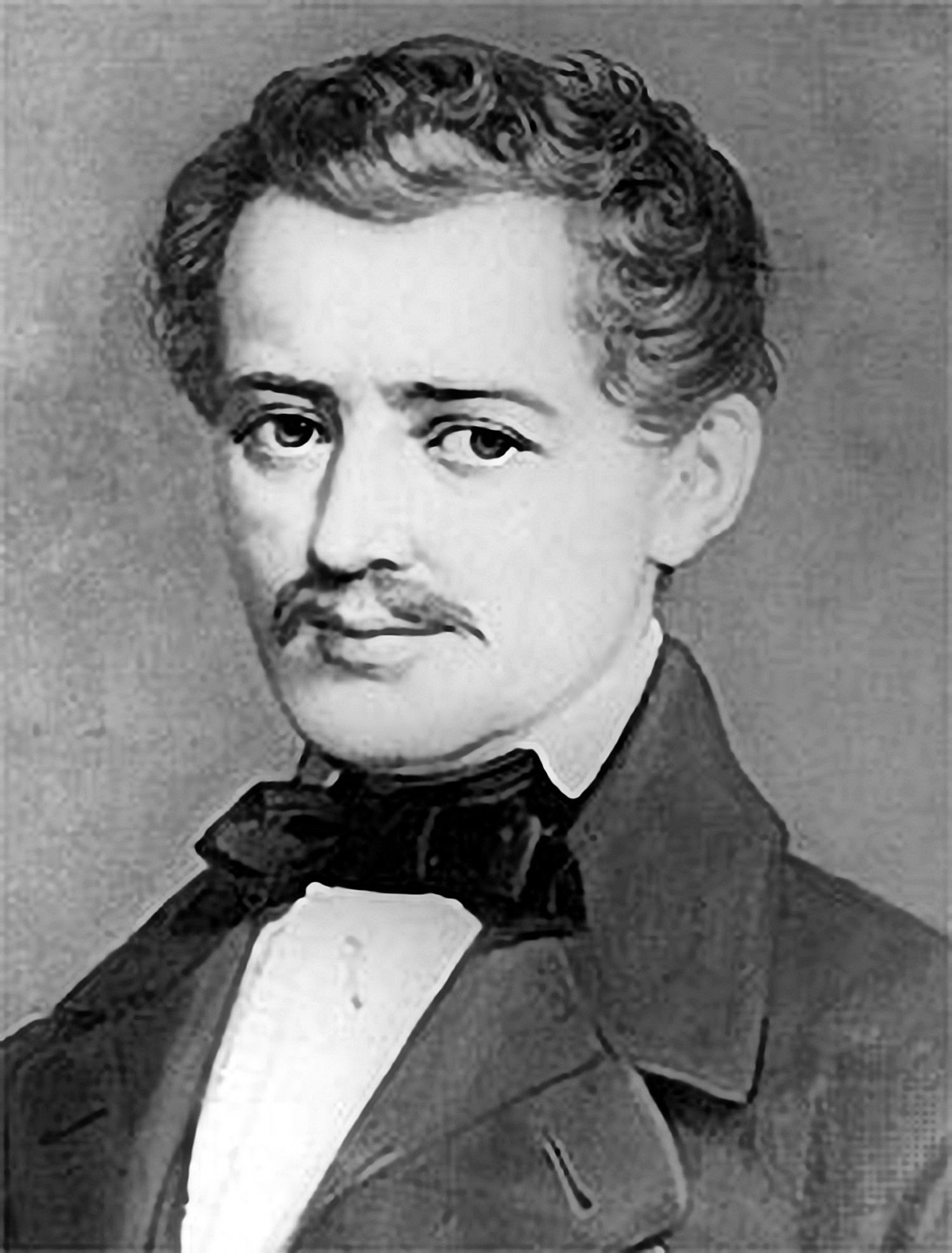
Johann Strauß

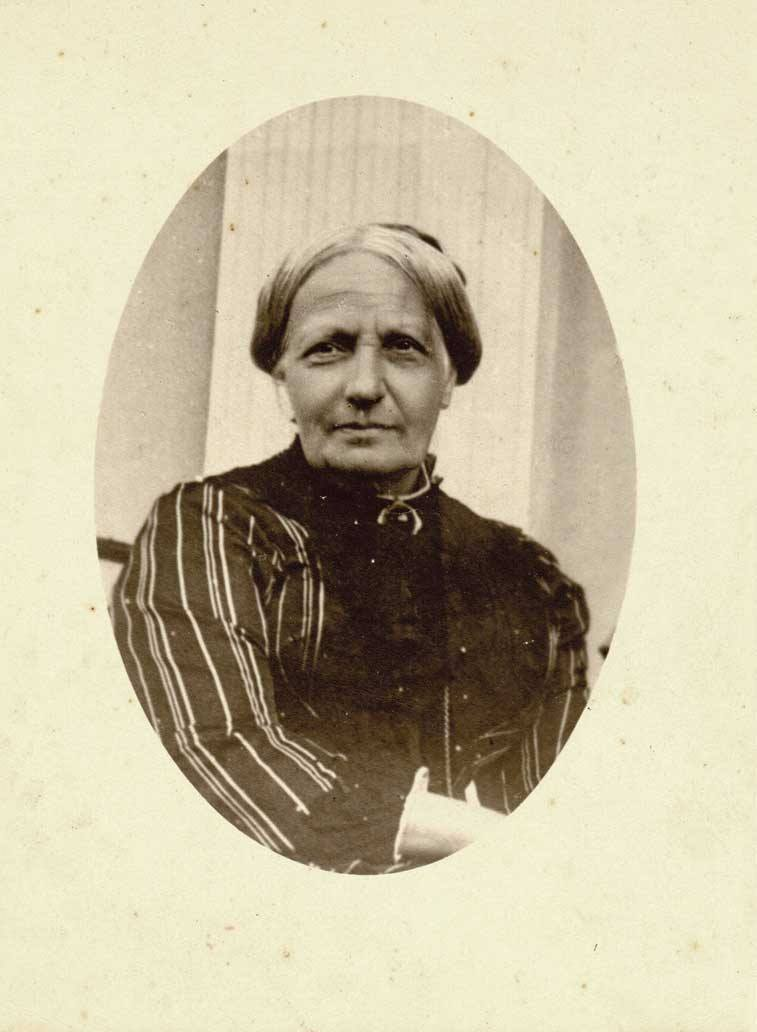
Teresa Cristina Maria de Bourbon

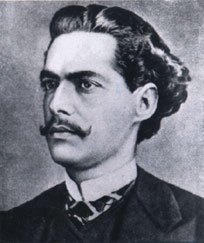
Castro Alves

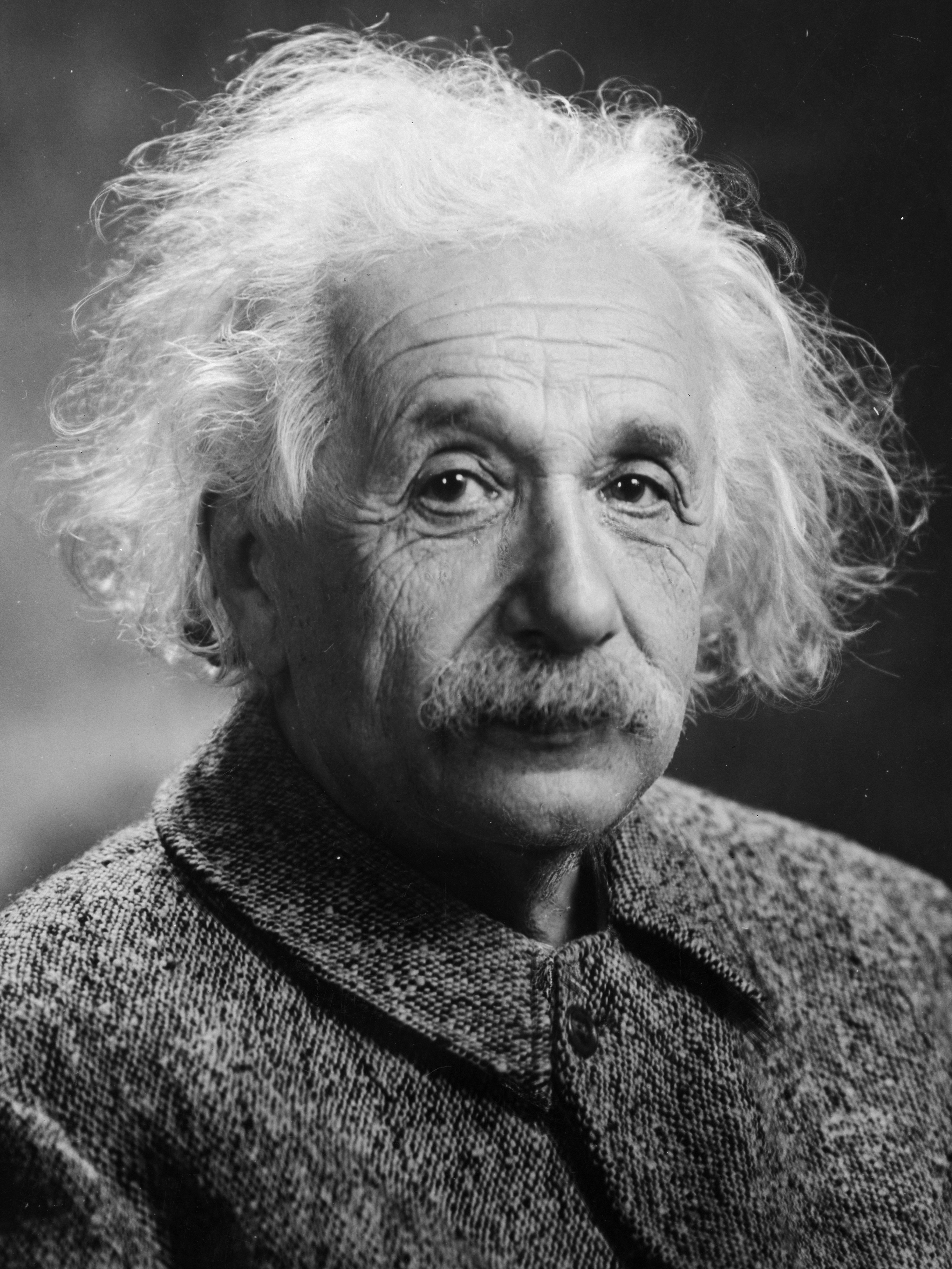
Albert Einstein

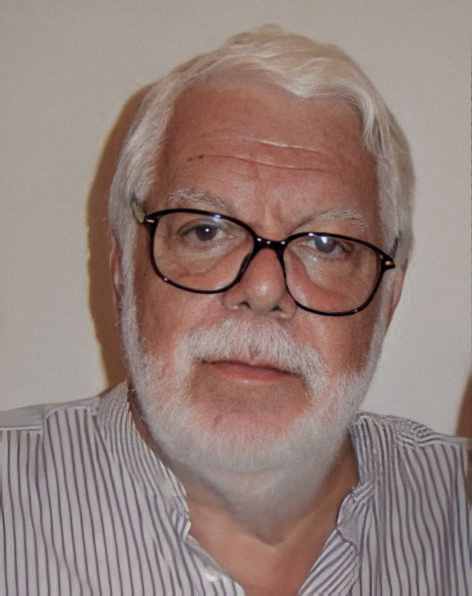
Manoel Carlos

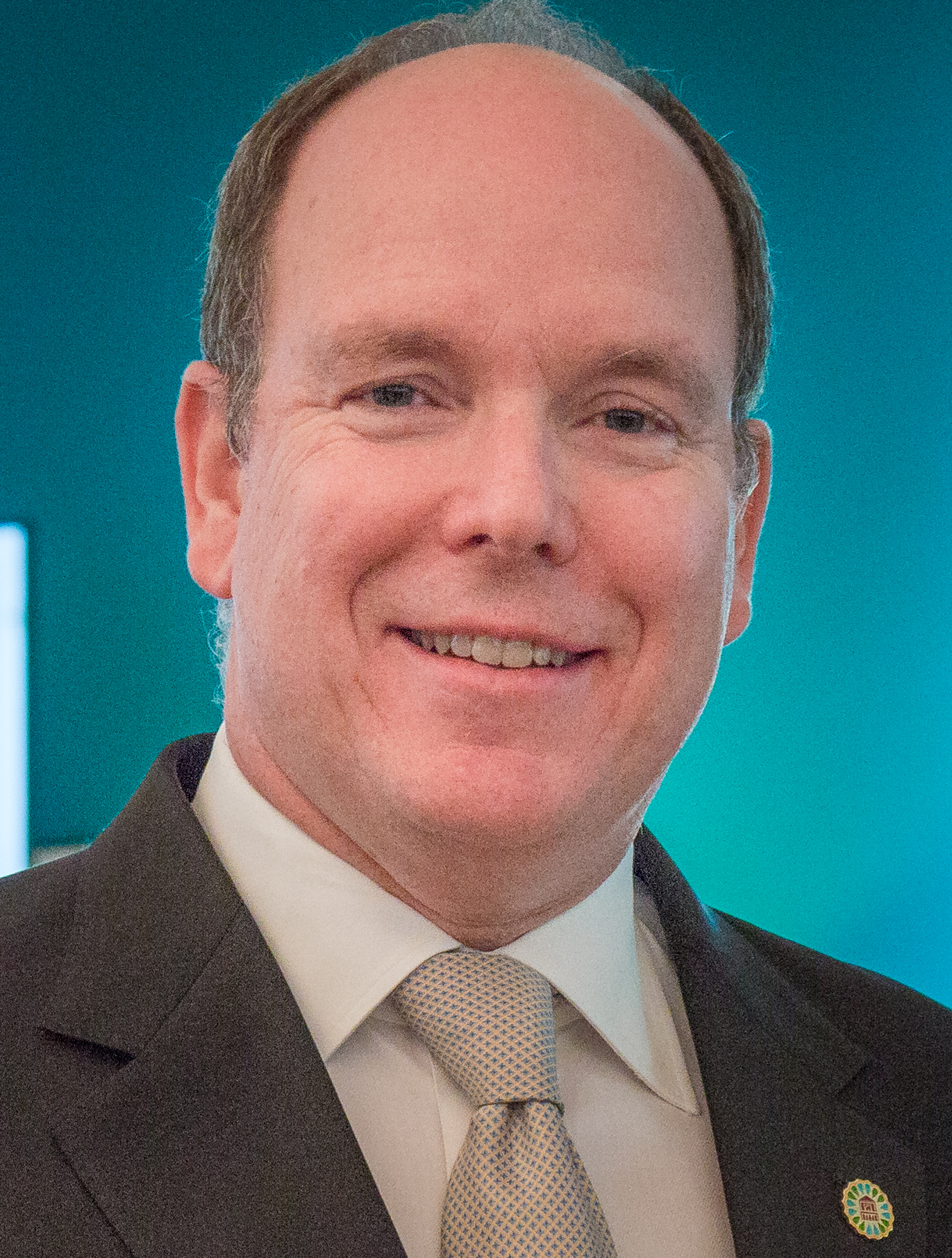
Alberto II do Mónaco

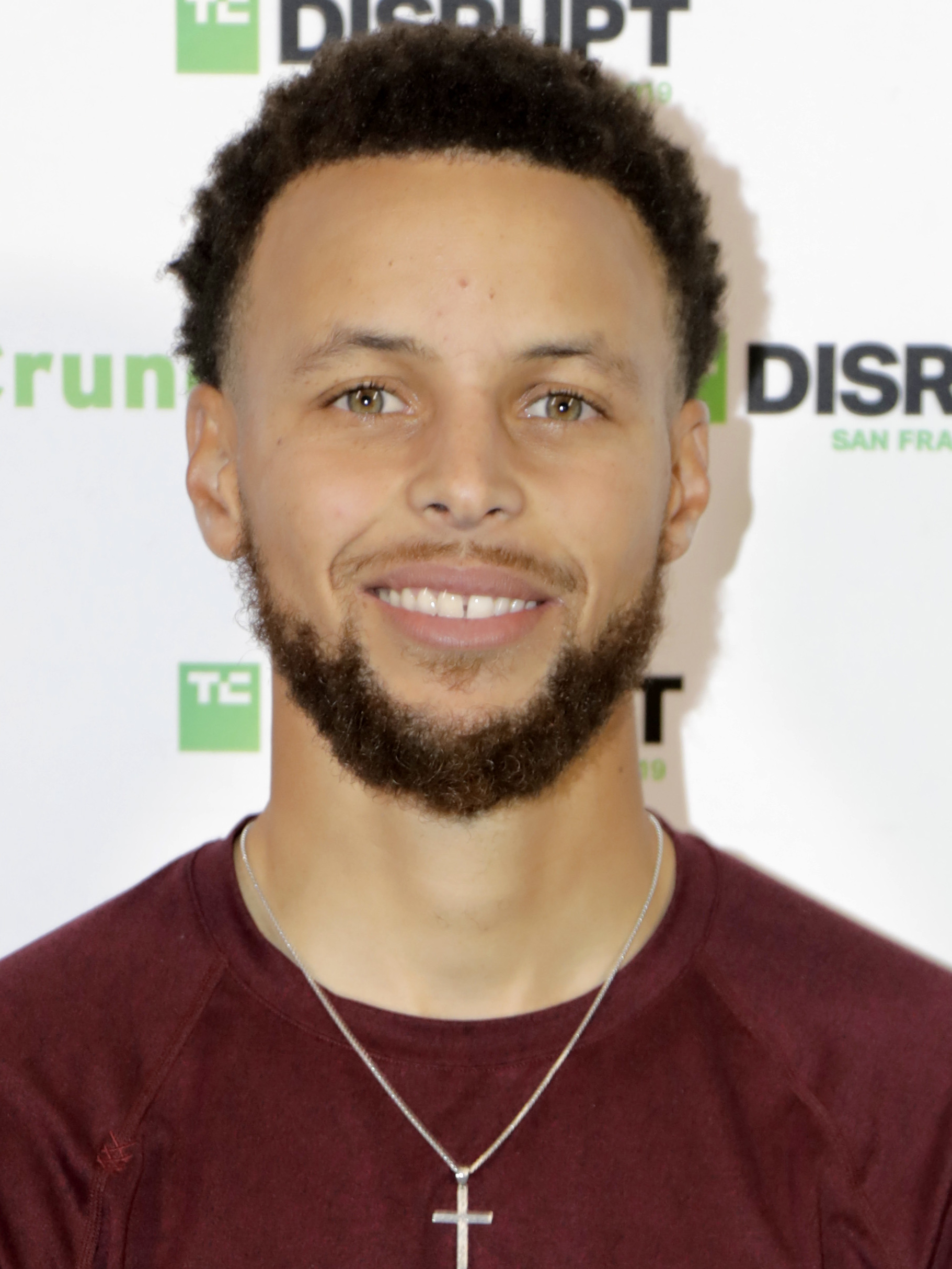
Stephen Curry

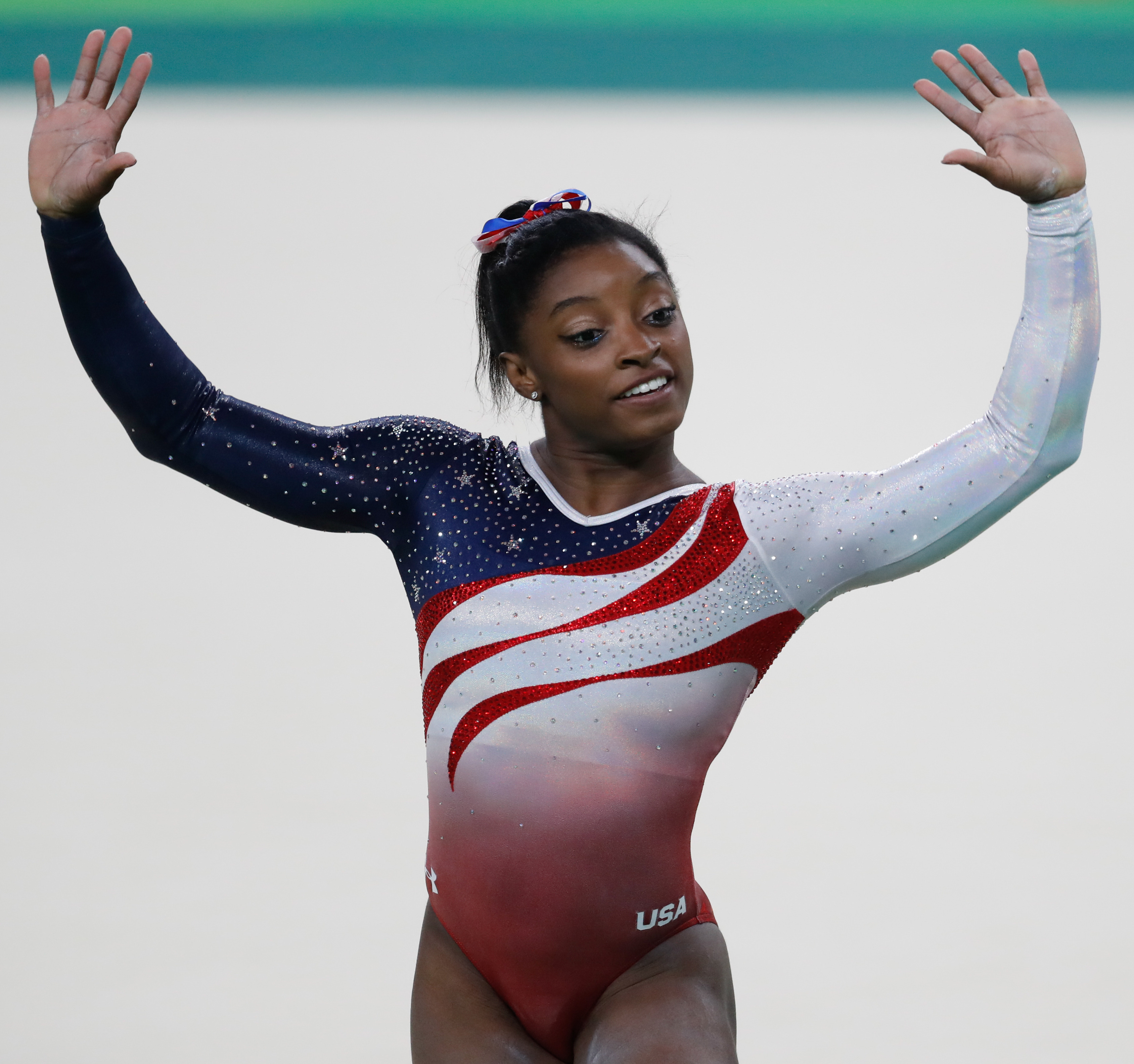
Simone Biles

### Anteriores ao século XIX
- 1105 — Drogo de Sebourg, santo francês (m. 1186).
- 1681 — Georg Philipp Telemann, compositor alemão (m. 1767).
- 1692 — Pieter van Musschenbroek, cientista neerlandês (m. 1761).
- 1709 — Gabriel Bonnot de Mably, filósofo francês (m. 1785).
- 1721 — José Luís de Mascarenhas, nobre português (m. 1799).
- 1756 — José Arouche de Toledo Rendon, militar e político brasileiro (m. 1834).
- 1758 — Franz Bauer, botânico austríaco (m. 1840).
- 1772 — José Núñez de Cáceres, político e escritor dominicano (m. 1846).
- 1800 — James Bogardus, inventor e arquiteto americano (m. 1874).

### Século XIX
- 1804 — Johann Strauß, compositor e maestro austríaco (m. 1849).
- 1807 — Josefina de Leuchtenberg, rainha sueca (m. 1876).
- 1812
  - José Maria do Amaral, escritor brasileiro (m. 1885).
  - José Pereira da Graça, juiz e político brasileiro (m. 1889).
- 1818 — Mariano José de Oliveira e Costa, militar brasileiro (m. 1890).
- 1820 — Vítor Emanuel II da Itália (m. 1878).
- 1822 — Teresa Cristina de Bourbon-Duas Sicílias, imperatriz consorte do Brasil (m. 1889).
- 1823 — Théodore de Banville, poeta e crítico francês (m. 1891).
- 1829 — Alexandre Braga, poeta e jornalista português (m. 1895).
- 1835 — Giovanni Schiaparelli, astrônomo e historiador italiano (m. 1910).
- 1836
  - Augusto Frederico de Lacerda, engenheiro brasileiro (m. 1931).
  - Jules Joseph Lefebvre, pintor francês (m. 1911).
- 1844 — Humberto I da Itália (m. 1900).
- 1847 — Castro Alves, poeta e dramaturgo brasileiro (m. 1871).
- 1853 — Ferdinand Hodler, pintor suíço (m. 1918).
- 1854
  - Alexandru Macedonski, escritor e poeta romeno (m. 1920).
  - Paul Ehrlich, médico e biólogo alemão, ganhador do Prêmio Nobel (m. 1915).
  - Thomas R. Marshall, advogado e político americano (m. 1925).
- 1855 — Claude Bowes-Lyon, nobre britânico (m. 1944).
- 1857 — Rudolf Thurneysen, linguista suíço (m. 1940).
- 1859 — Adolf Bertram, religioso alemão (m. 1945).
- 1862 — Vilhelm Bjerknes, físico e meteorologista norueguês (m. 1951).
- 1864
  - Alfred Redl, militar austríaco (m. 1913).
  - Casey Jones, engenheiro americano (m. 1900).
- 1866 — Alexei Troitzky, estudioso do xadrez russo (m. 1942).
- 1869
  - Algernon Blackwood, escritor e dramaturgo britânico (m. 1951).
  - Frederick Trump, empresário alemão (m. 1918).
- 1874 — Anton Philips, empresário neerlandês (m. 1951).
- 1878 — Alexander Du Toit, geólogo sul-africano (m. 1948).
- 1879 — Albert Einstein, físico, engenheiro e acadêmico teuto-americano, ganhador do Prêmio Nobel (m. 1955).
- 1880 — Tira, princesa dinamarquesa (m. 1945).
- 1882 — Wacław Sierpiński, matemático e acadêmico polonês (m. 1969).
- 1883
  - Clodomiro Amazonas, pintor e restaurador brasileiro (m. 1953).
  - Joseph Vuillemin, militar francês (m. 1963).
- 1886 — Firmin Lambot, ciclista belga (m. 1964).
- 1892 — Afrânio da Costa, atleta brasileiro (m. 1979).
- 1894 — Heikki Liimatainen, atleta finlandês (m. 1980).

### Século XX

#### 1901–1950
- 1901 — Sid Atkinson, atleta sul-africano (m. 1977).
- 1903
  - Adolph Gottlieb, pintor e escultor americano (m. 1974).
  - Benedito Lacerda, compositor, músico e maestro brasileiro (m. 1958).
  - Mustafa Barzani, militar e político curdo (m. 1979).
  - Raimundo Rolón, militar e político paraguaio (m. 1981).
- 1904 — Francisco Garza Gutiérrez, futebolista mexicano (m. 1965).
- 1905
  - Buck Barrow, criminoso estado-unidense (m. 1933).
  - Raymond Aron, jornalista, filósofo e sociólogo francês (m. 1983).
- 1906 — Fazıl Küçük, político cipriota (m. 1984).
- 1908
  - Edward Heinemann, engenheiro estadunidense (m. 1991).
  - Maurice Merleau-Ponty, filósofo e acadêmico francês (m. 1961).
- 1909 — André Pieyre de Mandiargues, escritor francês (m. 1991).
- 1911
  - Afrânio Salgado Lages, político brasileiro (m. 1990).
  - Akira Yoshizawa, origamista japonês (m. 2005).
  - Germano Boettcher Sobrinho, futebolista brasileiro (m. 1977).
  - Synval Silva, compositor brasileiro (m. 1994).
- 1912
  - Johan Jacobsen, cineasta dinamarquês (m. 1972).
  - Cliff Bastin, futebolista britânico (m. 1991).
- 1914
  - Abdias do Nascimento, político e ativista social brasileiro (m. 2011).
  - Carolina de Jesus, escritora brasileira (m. 1977).
  - Lee Petty, empresário e automobilista americano (m. 2000).
- 1916 — Horton Foote, escritor, dramaturgo e roteirista americano (m. 2009).
- 1917 — José Osvaldo de Meira Penna, pensador e diplomata brasileiro (m. 2017).
- 1920
  - Hank Ketcham, escritor e cartunista estadunidense (m. 2001).
  - Yara Bernette, pianista brasileira (m. 2002).
- 1922 — China Zorrilla, atriz uruguaia (m. 2014).
- 1923
  - Celeste Rodrigues, fadista portuguesa (m. 2018).
  - Diane Arbus, fotógrafa estado-unidense (m. 1971).
- 1926
  - Carlos Heitor Cony, escritor e jornalista brasileiro (m. 2018).
  - Lita Roza, cantora britânica (m. 2008).
- 1927
  - Bill Rexford, automobilista estado-unidense (m. 1994).
  - Lúcio Mauro, ator e humorista brasileiro (m. 2019).
  - Sérgio Viotti, ator brasileiro (m. 2009).
- 1928
  - Frank Borman, coronel, aviador e astronauta estado-unidense (m. 2023).
  - Rodríguez de la Fuente, ambientalista espanhol (m. 1980).
  - Srboljub Krivokuća, futebolista e treinador de futebol sérvio (m. 2002).
- 1929 — José Santa Cruz, ator e dublador brasileiro (m. 2024).
- 1930 — Edson Reis de França, cantor, músico e compositor brasileiro (m. 1965).
- 1932 — Raimundo Wall Ferraz, historiador e político brasileiro (m. 1995).
- 1933
  - Georges Lamia, futebolista francês (m. 2014).
  - Manoel Carlos, escritor e diretor de televisão brasileiro.
  - Michael Caine, ator e escritor britânico.
  - Quincy Jones, empresário e produtor musical estadunidense (m. 2024).
  - René Felber, político suíço (m. 2020).
  - Vladas Douksas, futebolista uruguaio (m. 2007).
- 1934
  - Dionigi Tettamanzi, religioso italiano (m. 2017).
  - Eugene Cernan, capitão, aviador e astronauta estado-unidense (m. 2017).
- 1936 — Geovah Amarante, político brasileiro (m. 2009).
- 1937 — Arturo Chaires, futebolista mexicano (m. 2020).
- 1938 — Árpád Orbán, futebolista húngaro (m. 2008).
- 1939
  - Bertrand Blier, diretor e roteirista francês (m. 2025).
  - Glauber Rocha, cineasta brasileiro (m. 1981).
  - Héctor Bonilla, ator mexicano (m. 2022).
  - Pilar Bardem, atriz espanhola (m. 2021).
  - William Lenoir, astronauta estado-unidense (m. 2010).
  - Yves Boisset, diretor e roteirista francês.
- 1940
  - Isidoro Díaz, ex-futebolista mexicano.
  - H. Jackson Brown, escritor norte-americano (m. 2021).
- 1941 — Wolfgang Petersen, diretor, produtor e roteirista teuto-americano (m. 2022).
- 1942
  - Geraldo Lyrio Rocha, religioso brasileiro (m. 2023).
  - Jung Byung-tak, futebolista e treinador de futebol sul-coreano (m. 2016).
  - Rita Tushingham, atriz britânica.
  - Eleuterio Fernández Huidobro, político, escritor e jornalista uruguaio (m. 2016).
- 1943
  - Anita Morris, atriz, cantora e dançarina estado-unidense (m. 1994).
  - Bernd Patzke, ex-futebolista alemão.
  - Ole Daniel Enersen, alpinista, fotógrafo e escritor norueguês (m. 2024).
- 1945 — Pakalitha Mosisili, político lesotiano.
- 1946
  - Álvaro Enrique Arzú Irigoyen, político e empresário guatemalteco (m. 2018).
  - Baldocchi, ex-futebolista brasileiro.
  - Wes Unseld, jogador, treinador e gerente de basquete americano (m. 2020).
  - Zygmunt Anczok, ex-futebolista polonês.
- 1947 — Maria Helena Pader, atriz e dubladora brasileira.
- 1948
  - Billy Crystal, ator, diretor, produtor e roteirista estado-unidense.
  - Theo Jansen, escultor neerlandês.
  - Tom Coburn, médico e político americano (m. 2020).
- 1949 — Rafael Ángel Calderón Fournier, político costarriquenho.
- 1950 — Galina Kreft, canoísta russa (m. 2005).

#### 1951–2000
- 1952
  - Gal Oppido, fotógrafo brasileiro.
  - Jarbas Mariz, músico brasileiro.
- 1954 — Graziano Rossi, ex-motociclista italiano.
- 1955 — Daniel Bertoni, ex-futebolista argentino.
- 1956
  - Alexey Pajitnov, designer de videogames e engenheiro de computação russo.
  - Tessa Sanderson, ex-atleta de lançamento de dardo britânica.
  - Patrick Leonard, compositor e produtor musical estado-unidense.
- 1957 — Tad Williams, escritor estado-unidense.
- 1958
  - Alberto II de Mônaco.
  - Milton Ribeiro, pastor e teólogo brasileiro.
- 1959
  - Fernando Pereira, cantor e ator português.
  - Hugo René Rodríguez, ex-futebolista mexicano.
  - Tamara Tunie, atriz estado-unidense.
- 1961
  - Hiro Matsushita, ex-automobilista e empresaário japonês.
  - José Luis Mendilibar, ex-futebolista e treinador de futebol espanhol.
  - Penny Johnson Jerald, atriz estado-unidense.
- 1962
  - Bruno Bellone, ex-futebolista francês.
  - Francisco José Viegas, escritor e jornalista português.
  - Toninho Geraes, cantor e compositor brasileiro.
- 1963
  - Pedro Duque, astronauta espanhol.
  - Ricardo Peláez, ex-futebolista mexicano.
- 1964 — Bryan Clark, wrestler estado-unidense.
- 1965
  - Aamir Khan, ator, produtor e diretor de cinema indiano.
  - Alex Gonzaga, cantor e compositor brasileiro.
  - Billy Sherwood, músico estado-unidense.
  - Kevin Williamson, ator, diretor, produtor e roteirista estado-unidense.
- 1966
  - Elise Neal, atriz estado-unidense.
  - Jean-Philippe Stassen, quadrinista belga.
- 1967
  - Dieudonné Nzapalainga, religioso centro-africano.
  - Michael Fincke, astronauta estado-unidense.
  - Pablo Correa, ex-futebolista e treinador de futebol uruguaio.
- 1968
  - James Frain, ator britânico.
  - Megan Follows, atriz canadense-americana.
- 1969 — Larry Johnson, ex-jogador de basquete e ator americano.
- 1970 — Júnior Baiano, ex-futebolista e treinador de futebol brasileiro.
- 1971
  - Edilene Andrade, judoca brasileira.
  - Steve Horvat, ex-futebolista australiano.
- 1973
  - Edelbert Dinha, ex-futebolista zimbabuano.
  - Leandro Niehues, treinador de futebol brasileiro.
  - Predrag Pažin, ex-futebolista búlgaro.
- 1974
  - Grace Park, atriz canadense.
  - Mark Fish, ex-futebolista sul-africano.
  - Pablo Repetto, treinador de futebol uruguaio.
- 1975
  - Dmitri Markov, atleta bielo-australiano.
  - Steve Harper, ex-futebolista britânico.
- 1976 — Daniel Gillies, ator canadense.
- 1977
  - Ida Corr, cantora, compositora e produtora musical dinamarquesa.
  - Kim Nam-Il, ex-futebolista sul-coreano.
  - Matthew Booth, ex-futebolista sul-africano.
  - Naoki Matsuda, futebolista japonês (m. 2011).
  - Takayuki Yoshida, futebolista japonês.
- 1978
  - Antti-Jussi Karnio, ex-futebolista finlandês.
  - Carlo Giuliani, ativista italiano (m. 2001).
  - Pieter van den Hoogenband, ex-nadador neerlandês.
  - Ricky Vallen, cantor brasileiro.
- 1979
  - Chris Klein, ator estado-unidense.
  - Gao Ling, jogadora de badminton chinesa.
  - James Jordan, ator estado-unidense.
  - Love Cabungula, ex-futebolista angolano.
  - Nicolas Anelka, ex-futebolista e treinador de futebol francês.
  - Reinaldo, ex-futebolista e treinador de futebol brasileiro.
  - Santino Marella, wrestler canadense.
- 1980
  - Matteo Grassotto, automobilista italiano.
  - Mercedes McNab, atriz canadense.
- 1981
  - Bobby Jenks, ex-jogador de beisebol americano.
  - Jan Polák, ex-futebolista checo.
  - João Sabiá, cantor brasileiro.
- 1982
  - François Sterchele, futebolista belga (m. 2008).
  - Maurizio Lanzaro, ex-futebolista italiano.
- 1983
  - Fabrice Do Marcolino, ex-futebolista gabonês.
  - Léo Fortunato, ex-futebolista brasileiro.
  - Jiang Qiuyan, atleta chinesa.
  - José Emílio Furtado, ex-futebolista português.
  - Taylor Hanson, cantor estado-unidense.
- 1984
  - Aric Almirola, automobilista estado-unidense.
  - Liesel Matthews, ex-artista-mirim estado-unidense.
  - Tiago Della Vega, músico brasileiro.
- 1985
  - Ariel Rebel, atriz canadense.
  - Eva Angelina, atriz estado-unidense.
  - Hywel Lloyd, automobilista britânico.
  - Joel Defries, apresentador de televisão britânico.
  - Khairul Amri, futebolista singapurense.
- 1986
  - Elton Chigumbura, jogador de críquete zimbabuano.
  - Jamie Bell, ator britânico.
  - Jessica Gallagher, esquiadora e ciclista australiana.
  - Nelson Sossa, ex-futebolista boliviano.
- 1987
  - Aravane Rezaï, tenista francesa.
  - Karim Izrailov, ex-futebolista quirguiz.
  - Leandro Almeida, futebolista brasileiro.
  - Mircea Axente, ex-futebolista romeno.
  - Sebastian Castro-Tello, futebolista sueco.
- 1988
  - Bidrece Azor, ex-futebolista haitiano.
  - Chen Zhizhao, ex-futebolista chinês.
  - Delvin Ndinga, futebolista congolês.
  - José Juan Vázquez, futebolista mexicano.
  - Lautaro Acosta, futebolista argentino.
  - Sasha Grey, atriz estado-unidense.
  - Stephen Curry, jogador de basquete estado-unidense.
- 1989
  - Ewerton Páscoa, futebolista brasileiro.
- 1990
  - Asion Daja, futebolista albanês.
  - Jaakko Lepola, futebolista finlandês.
  - Joe Allen, futebolista britânico.
  - Jolien D'Hoore, ex-ciclista belga.
  - Kolbeinn Sigþórsson, futebolista islandês.
  - Lorena Comparato, atriz luso-brasileira.
  - Tamás Kádár, futebolista húngaro.
  - Thali García, atriz mexicana.
  - Victor Corrêa, automobilista brasileiro.
  - Zakaria Kibona, futebolista tanzaniano.
- 1991
  - Facundo Ferreyra, futebolista argentino.
  - Gotoku Sakai, futebolista japonês.
  - Michaela Savić, modelo sueca.
  - Walter Kannemann, futebolista argentino.
- 1992
  - Jakson Follmann, ex-futebolista brasileiro.
  - José Luis dos Santos Pinto, futebolista brasileiro.
  - Elmar Reinders, ciclista neerlandês.
- 1993
  - Anthony Bennett, jogador de basquete estado-unidense.
  - Demetrius Joyette, ator canadense.
- 1994
  - Ansel Elgort, ator e DJ americano.
  - Bridgette Caquatto, ex-ginasta estado-unidense.
  - Louis Spencer, Visconde Althorp, nobre britânico.
- 1995
  - Gabriel Costa França, futebolista brasileiro.
  - Mathias Le Turnier, ciclista francês.
- 1997
  - Dawid Kownacki, futebolista polonês.
  - Fashion Sakala, futebolista zambiano.
  - Léo Natel, futebolista brasileiro.
  - Simone Biles, ginasta estado-unidense.
  - Harrie Lavreysen, ciclista neerlandês.
- 1998 — Ham Sung-min, ator sul-coreano.
- 1999 — Sheldon Riley, cantor australiano.
- 2000 — Rebecca Smith, nadadora canadense.

### Século XXI
- 2001
  - Nico Mannion, basquetebolista italiano.
  - Luàna Bajrami, atriz franco-kosovar.
- 2005 — Dário Essugo, futebolista português.
- 2008 — Abby Ryder Fortson, atriz americana.

## Mortes

### Anteriores ao século XIX
- 0968 — Matilde de Ringelheim, rainha saxã e santa católica (n. 896).
- 1052 — Ema da Normandia, rainha da Inglaterra, Dinamarca e Noruega (n. 985).
- 1471 — Thomas Malory, escritor inglês (n. 1405).
- 1647 — Frederico Henrique, Príncipe de Orange (n. 1584).
- 1696 — Jean Domat, advogado e jurista francês (n. 1625).
- 1791 — Johann Salomo Semler, historiador e crítico alemão (n. 1725).

### Século XIX
- 1801 — Ignacy Krasicki, religioso e escritor polonês (n. 1735).
- 1803 — Friedrich Gottlieb Klopstock, poeta alemão (n. 1724).
- 1811 — Augustus FitzRoy, 3.º Duque de Grafton, acadêmico e político britânico (n. 1735).
- 1823
  - Charles François Dumouriez, general e político francês (n. 1739).
  - John Jervis, almirante britânico (n. 1735).
- 1824 — Antonieta de Saxe-Coburgo-Saalfeld, nobre alemã (n. 1779).
- 1826
  - Jean Baptiste Leschenault de la Tour, botânico e ornitólogo francês (n. 1773).
  - Johann Baptist von Spix, naturalista alemão (n. 1781).
- 1855 — Edward Ffrench Bromhead, naturalista e matemático irlandês (n. 1789).
- 1877 — Juan Manuel de Rosas, general e político argentino (n. 1793).
- 1883 — Karl Marx, filósofo e teórico político alemão (n. 1818).
- 1884 — Quintino Sella, economista e político italiano (n. 1827).
- 1893
  - José Ribeiro de Sousa Fontes, médico e militar brasileiro (n. 1821).
  - William Woolls, clérigo e botânico amador britânico (n. 1814).
- 1899 — Ludwig Bamberger, banqueiro e político alemão (n. 1823).

### Século XX
- 1902 — Umbelino de Paula de Sousa Leão, nobre brasileiro (n. 1829).
- 1903 — Ernest Legouvé, dramaturgo francês (n. 1807).
- 1904 — Antônio Paulino Limpo de Abreu, engenheiro e político brasileiro (n. 1832).
- 1908 — Antônio Machado Botelho Sobrinho, nobre brasileiro (n. 1827).
- 1912 — Bernardo Avelino Gavião Peixoto, político brasileiro (n. 1829).
- 1915 — Walter Crane, pintor e ilustrador britânico (n. 1845).
- 1918 — Gennaro Rubino, anarquista italiano (n. 1859).
- 1927 — José Pereira da Cunha da Silveira e Sousa Júnior, político português (n. 1864).
- 1932
  - Frederick Jackson Turner, historiador estado-unidense (n. 1861).
  - George Eastman, inventor e empresário americano (n. 1854).
- 1934 — João do Canto e Castro, político português (n. 1862).
- 1945
  - Alexander Granach, ator alemão (n. 1890).
  - Antônio Francisco Braga, compositor e regente brasileiro (n. 1868).
- 1951 — Val Lewton, produtor cinematográfico estado-unidense (n. 1904).
- 1953 — Klement Gottwald, político tchecoslovaco (n. 1896).
- 1955 — Aluísio Fragoso de Lima Campos, político brasileiro (n. 1898).
- 1964 — Helge Auleb, militar alemão (n. 1887).
- 1965 — Marion Jones, tenista americana (n. 1879).
- 1968 — Erwin Panofsky, historiador e acadêmico alemão (n. 1892).
- 1970 — Darcy Pereira de Azambuja, escritor e jurista brasileiro (n. 1903).
- 1972 — Cosme de Farias, político brasileiro (n. 1875).
- 1973 — Howard Aiken, cientista da computação e engenheiro americano (n. 1900).
- 1975 — Susan Hayward, atriz estado-unidense (n. 1917).
- 1976 — Busby Berkeley, coreógrafo e cineasta estado-unidense (n. 1895).
- 1977 — Fannie Lou Hamer, ativista e filantropa americana (n. 1917).
- 1978 — Ismael Silva, cantor e compositor brasileiro (n. 1905).
- 1980 — Rodríguez de la Fuente, ambientalista espanhol (n. 1928).
- 1983
  - Harald Nielsen, boxeador dinamarquês (n. 1902).
  - Maurice Ronet, ator francês (n. 1927).
- 1989
  - Edward Abbey, autor estado-unidense (n. 1927).
  - Ernâni do Amaral Peixoto, militar e político brasileiro (n. 1905).
  - Mem de Azambuja Sá, político brasileiro (n. 1905).
  - Zita de Bourbon-Parma, imperatriz consorte da Áustria (n. 1892).
- 1991
  - Doc Pomus, compositor estado-unidense (n. 1925).
  - Howard Ashman, dramaturgo e compositor estado-unidense (n. 1950).
- 1992 — Jean Poiret, ator, realizador e cenógrafo francês (n. 1926).
- 1993 — Cláudio Pacheco Brasil, escritor e jurista brasileiro (n. 1909).
- 1995 — William Alfred Fowler, físico e astrônomo americano, ganhador do Prêmio Nobel (n. 1911).
- 1997
  - André Filho, dublador brasileiro (n. 1946).
  - Fred Zinnemann, diretor e produtor austríaco-americano (n. 1907).
- 1999
  - Gregg Diamond, músico, compositor e produtor estado-unidense (n. 1949).
  - John Broome, escritor americano (n. 1913).
  - Kirk Alyn, ator americano (n. 1910).

### Século XXI
- 2002 — Albano Vizotto Filho, pintor e escultor brasileiro (n. 1928).
- 2003
  - Cyll Farney, ator brasileiro (n. 1925).
  - Jean-Luc Lagardère, engenheiro e empresário francês (n. 1928).
- 2006
  - Lennart Meri, diretor e político estoniano (n. 1929).
  - Robert Amadou, pesquisador francês (n. 1924).
- 2007
  - Benevenuto dos Santos Neto, político brasileiro (n. 1925).
  - Gareth Hunt, ator britânico (n. 1942).
  - Lucie Aubrac, educadora e ativista francesa (n. 1912).
  - Mighty Terror, cantor, letrista e instrumentista trinitário (n. 1922).
  - Zygmunt Kęstowicz, ator polonês (n. 1921).
- 2008 — Chiara Lubich, ativista italiana (n. 1920).
- 2009
  - Alain Bashung, cantor, compositor e ator francês (n. 1947).
  - Millard Kaufman, roteirista e romancista norte-americano (n. 1917).
- 2010
  - Janet Simpson, atleta britânica (n. 1944).
  - Peter Graves, ator estado-unidense (n. 1926).
- 2012 — Pierre Schoendoerffer, diretor e roteirista francês (n. 1928).
- 2014 — Tony Benn, político britânico (n. 1925).
- 2016
  - John Werner Cahn, metalúrgico e acadêmico teuto-americano (n. 1928).
  - Nicolau Breyner, ator português (n. 1940).
  - Peter Maxwell Davies, compositor e maestro britânico (n. 1934).
- 2018
  - Marielle Franco, política e ativista dos direitos humanos brasileira (n. 1979).
  - Stephen Hawking, físico teórico e cosmólogo britânico (n. 1942).
- 2019 — Charlie Whiting, diretor de automobilismo britânico (n. 1952).
- 2020 — Gustavo Bebianno, advogado e político brasileiro (n. 1964).
- 2022 — Scott Hall, lutador americano (n. 1958).
- 2023 — Bobby Caldwell, cantor norte-americano. (n. 1951).

## Feriados e eventos cíclicos

### Internacional
- Aniversário de Mustafa Barzani[5] - Curdistão Iraquiano (Iraque)
- Dia da Constituição - Andorra
- Dia do Idioma Estoniano - Estônia
- Dia do Pi (π)
- Dita e Verës (feriado que celebra a chegada da primavera) - Albânia
- White Day (feriado semelhante ao Dia dos Namorados) - Coreia do Sul e Japão

### Brasil
- Aniversário do município de Batatais, São Paulo.
- Dia da Incontinência Urinária
- Dia do Procurador do Estado do Espírito Santo
- Dia dos Carecas
- Dia Nacional dos Animais
- Dia Nacional do Livreiro (profissional do livro)

### Cristianismo
- Antônio de Categeró
- Matilde de Ringelheim

## Outros calendários
- No calendário gregoriano, a epacta do dia é xvii.
- No calendário judaico, Purim nos seguintes anos (ao longo do século XXI): 2006, 2025 e 2055.
- No calendário litúrgico, tem a letra dominical C para o dia da semana.
- No calendário romano, era Pridie Idus Martias (o dia da véspera dos Idos de março) e o segundo dia da Equirria (festival romano dedicado ao deus Marte).
- No calendário sikh, é celebrado o ano novo (1º de chet).